# Plounévez-Quintin
Plounévez-Quintin település Franciaországban, Côtes-d’Armor megyében. Lakosainak száma 1057 fő (2022. január 1.). Plounévez-Quintin Kergrist-Moëlou, Lanrivain, Plouguernével, Saint-Nicolas-du-Pélem, Sainte-Tréphine és Trémargat községekkel határos.

## Népesség
A település népességének változása:
| Lakosok száma | 1317 | 1187 | 1145 | 1115 | 1089 | 1103 | 1091 | 1071 | 1065 | 1057 |
|               | 1968 | 1982 | 1990 | 2006 | 2013 | 2015 | 2017 | 2019 | 2020 | 2022 |